# Mycocepurus tardus
Mycocepurus tardus är en myrart som beskrevs av Weber 1940. Mycocepurus tardus ingår i släktet Mycocepurus och familjen myror. Inga underarter finns listade i Catalogue of Life.